# Roy Hilton
Roy Lee Hilton (Hazlehurst, 23 marzo 1943 – Towson, 6 gennaio 2019) è stato un giocatore di football americano statunitense che ha militato nel ruolo di defensive end nella National Football League (NFL).

## Carriera
Hilton al college giocò a football alla Jackson State University. Fu scelto nel corso dell'ottavo giro (59º assoluto) del Draft AFL 1965 dagli Houston Oilers e nel corso del 15º giro (210º assoluto) del Draft NFL 1965 dai Baltimore Colts. Optò per firmare con questi ultimi e con essi disputò due Super Bowl: il Super Bowl III, perso a sorpresa contro i New York Jets della AFL e il Super Bowl V due anni dopo, vinto contro i Dallas Cowboys per 16-13. Rimase con i Colts fino al 1973, dopo di che passò le ultime due stagioni della carriera con i New York Giants (1975) e gli Atlanta Falcons (1975).

## Palmarès
- Campionati NFL : 1

Baltimore Colts: 1968
- Super Bowl : 1

Baltimore Colts: V
- American Football Conference Championship: 1

Baltimore Colts: 1970